# 洪比利亞區
5°51′27″S 77°47′32″W / 5.85750°S 77.79222°W
洪比利亞區（西班牙語：Distrito de Jumbilla），是秘魯的一個區，位於該國北部亞馬遜大區的邦加拉省，始建於1870年12月26日，面積154.2平方公里，2005年人口1,503，人口密度每平方公里9.8人。